# آمبلیوپون
آمبلیوپون (نام علمی: Amblyopone) نام یک سرده از تیره مورچه است.